# Elvis Mashike
Elvis Mashike Sukisa (ur. 6 czerwca 1994 w Kinszasie) – kongijski piłkarz występujący na pozycji napastnik w słowackim klubie MŠK Žilina. 